# Prokletý ostrov
Prokletý ostrov (orig. Shutter Island) je knižní bestseller spisovatele Dennise Lehanea vydaný nakladatelstvím HarperCollins v dubnu 2003. Lehane prohlásil, že chtěl napsat knihu, která bude poctou gotickým románům, béčkovým filmům a pulp. Knihu popsal jako hybrid prací sester Brontëových a filmu Invaze lupičů těl z roku 1956. Jeho záměrem bylo postavit hlavní postavy do situace, ve které budou postrádat vynálezy 20. století jako radiová komunikace. Knihu rovněž strukturoval tak, aby byla napínavější, než jeho předchozí kniha Tajemná řeka.
Podle knihy natočil v roce 2010 režisér Martin Scorsese stejnojmenný film s Leonardem DiCapriem v roli Teddyho Danielse, Markem Ruffalem v roli Chucka Auleho, Benem Kingsleyem jako Dr. Crawleyem a Maxem von Sydowem jako Dr. Naehringem.